# NGC 878
NGC 878 је спирална галаксија у сазвежђу Кит која се налази на NGC листи објеката дубоког неба.
Деклинација објекта је - 23° 23' 4" а ректасцензија 2h 17m 54,2s. Привидна величина (магнитуда) објекта NGC 878 износи 13,7 а фотографска магнитуда 14,6. NGC 878 је још познат и под ознакама ESO 478-22, MCG -4-6-21, IRAS 02156-2336, PGC 8771.